# ラス・アルラ

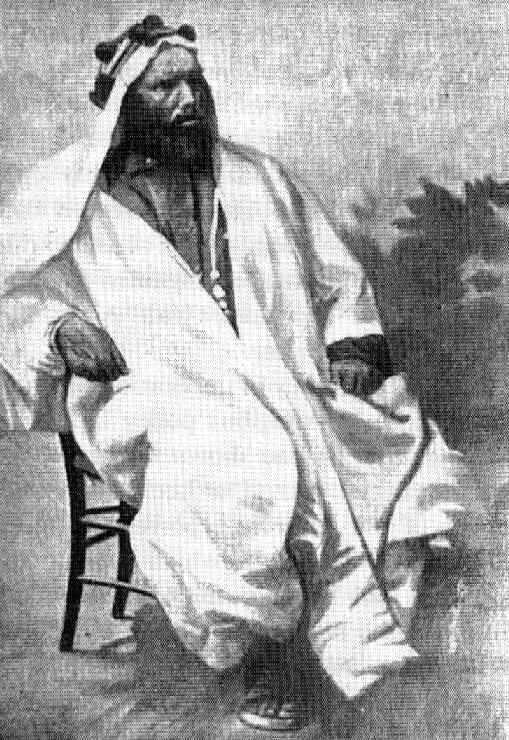
ラス・アルラ(1887年)

ラス・アルラ・エングダ・クビ（Ras Alula Engda Qubi, 1827年 - 1897年）は、エチオピア帝国の軍人。「アババ・ネガ」、「アルラ・クビ」の称号でも知られる。
エチオピア皇帝ヨハンネス4世とその後継者を助けて、国内の統一と諸外国との戦いを指揮した。そのため、欧州からは「アビシニアのガリバルディ」と称された。

## 出自

エチオピアの旧州 (1942年-1993年)

ラス・アルラは1827年、エチオピア北部のティグレ州で生まれる。この当時のエチオピアは18世紀前半から続く諸公侯時代（オロモ人系のヤジュ朝）の末期で、各地方の諸侯がヤジュ朝の統制から離れてそれぞれ勢力を拡大する内乱の時代だった。またラス・アルラの「ラス」とはエチオピアにおいて諸公侯を意味する敬称であったが、それは後に封じられた地位であり、アルラ自身はティグレ地方の貧農の出自だった。そのためアルラには教育が施されず、生涯にわたって読み書きができなかった。しかしそれにもかかわらずアルラは聡明であり、体格と騎乗技術に恵まれた青年に成長する。
本来ならばそのまま農民として生を終える出自であったが、ヤジュ朝衰退後のエチオピアでの騒乱の中でも、アルラの出身地ティグレの混迷は群を抜いていた。ティグレ人同士の内紛に加え、ヤジュ朝の皇帝が独立傾向のあるティグレ人を警戒して積極的に介入を行っていたためだった。アルラの少年期には、ティグレ人の内紛の勝者と皇帝軍が激突して双方の指導者が戦死する事件が起こっている。その戦乱の中でアルラを見出したのは、ティグレ人の実力者の一人、「ティグレのカッサ」(後のヨハンネス4世)の叔父の一人だった。「ティグレのカッサ」の叔父の元、アルラは急速に頭角を現していき、ついにはカッサの叔父の娘婿となるに至った。これはカッサの一族入りを意味し、主に軍事においてその才能が重用された。特に略奪に関して容赦がなく、「アルラの侵攻した村落には何も残らない」と恐れられた。またアルラの口調はゆっくりとして、外部の人間に対して態度は常に丁重であったが、決して笑うことはない人物だったとされている。

## 時代背景

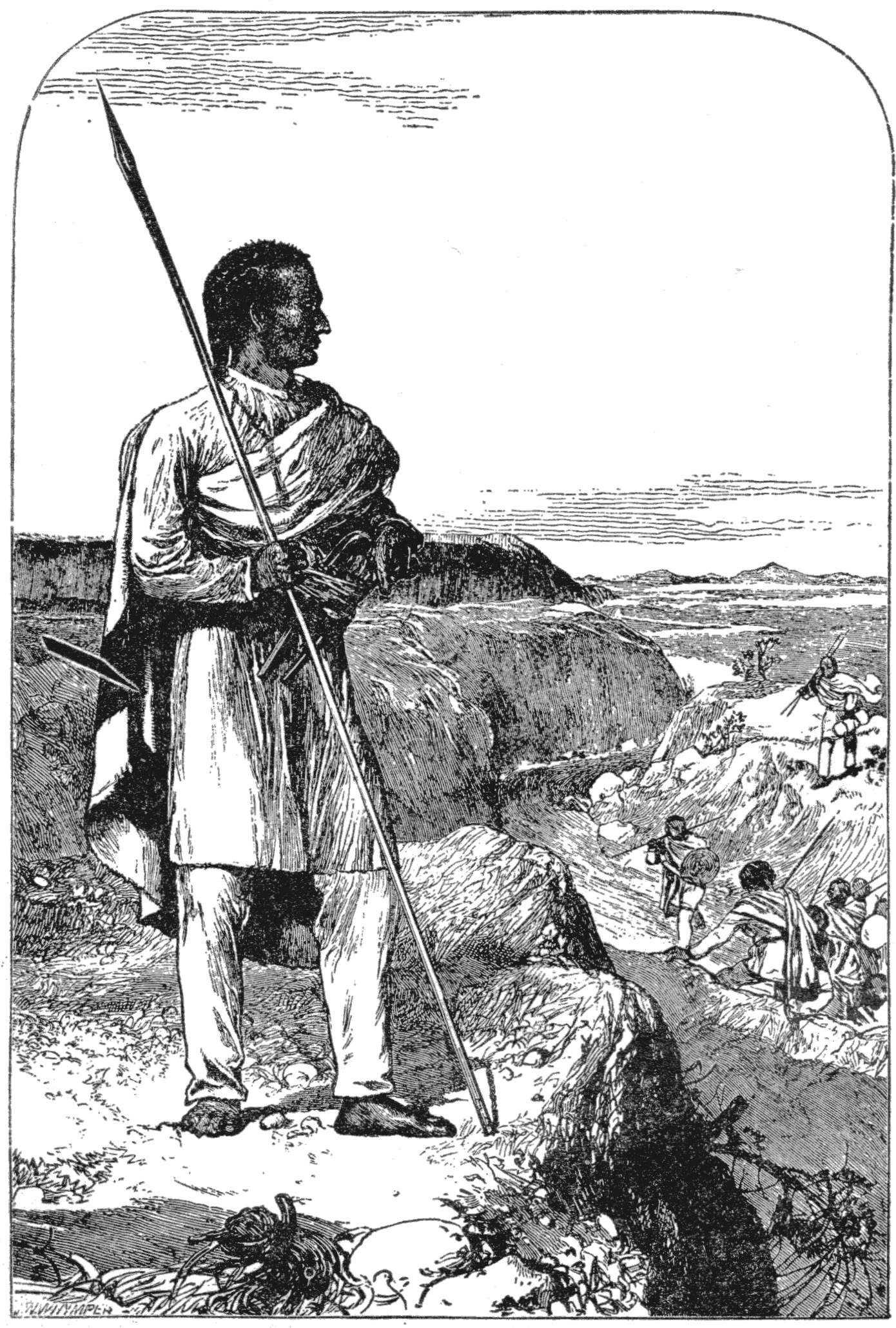
テオドロス2世(カッサ・ハイル)
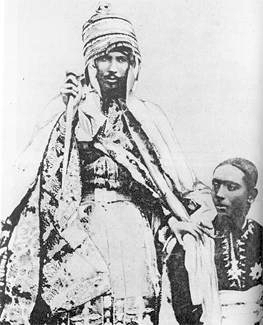
ヨハンネス4世(ティグレのカッサ)

アルラが戦乱に身を投じてからもエチオピア全土の混乱は続いていたが、次第に各地方を統括する勢力が生まれていった。アルラのいるエチオピア北部のティグレは前述の混迷のため空白地帯となっていたが、隣のセミエン地区の太守ウーベ・ハイラ・マリアムが侵入して支配し、両地区にまたがるエチオピア北部の最大勢力となった。ティグレにおいてアルラの属する「ティグレのカッサ」は、それに次ぐ二番手にあった。他の地方では、北西のゴジャム州をビルルが制し、中部のショア州はソロモン王朝復活を目指すサフレ・セラシエが統一した。しかしそれらの中で覇者となったのは、エチオピア最大民族アムハラ人の住むアムハラ州を制したカッサ・ハイル（後のテオドロス2世）だった。カッサ・ハイルは1853年に事実上ヤジュ朝を瓦解させると、セミエン-ティグレのウーベ・ハイラ・マリアムを屈服させ、翌年には「諸王の王」を名乗りソロモン王朝を復活させた。それに伴ってカッサ・ハイルはテオドロス2世と名乗るようになる。テオドロス2世は帝国建設のためゴジャムのビルルを降伏させると、ショア州のサフレ・セラシエをも屈服させてその孫メネリク2世を人質として首都マグダラに招いた。「ティグレのカッサ」も隆盛著しいテオドロス2世の勢力に臣従している。だが、諸侯が新たに誕生するエチオピア帝国に組み込まれていく流れに、一度降伏したセミエン-ティグレの主ウーベ・ハイラ・マリアムの野心が耐えられなかった。ウーベは降伏したことを後悔しクーデターを企てたが、それも露呈して完全に排除される。これよりティグレはセミエンの支配を抜け出し、ウーベに代わってアルラの属する「ティグレのカッサ」がティグレの第一人者と目されるようになった。
こうして諸侯の上に立つエチオピア帝国を作り上げたテオドロス2世は帝国の枠組みを広げ、周辺地域を積極的に領土へと組み入れていった。これによりエチオピアは現在の国境線にほぼ等しい骨格を形成したが、一方で急進的な中央集権化を推し進める政策は各地で軋轢を招いた。特に諸外国との外交の妨げとなっていた農奴制の廃止を命ずるに至り、各地方のラス（諸侯）は明確に反発してテオドロス2世の改革は停滞した。この挫折に対し、テオドロス2世にはかねてから支援を受けてきた西欧諸国の助力を期待したが、イスラム国家の脅威はオスマン・トルコの衰退により減少し、この時期には西欧諸国はキリスト教国家であるエチオピアへの関心を急速に失いつつあり、支援の要望も無視された。そのため手詰まりとなったテオドロス2世はついにイギリス人商人を拘束して要求を通そうとするが、逆にイギリスの大規模な侵攻を招いてしまった。この時はすでにアルラの属する「ティグレのカッサ」もテオドロス2世を見捨てており、孤立無援となったテオドロス2世はマグダラの戦いで大敗し、自死を選ぶことでイギリスとの戦争を終結させた。1868年、エチオピアの首都を陥落させたイギリス軍は拘束された商人を救出すると、予測される混乱を避けてエチオピアを放棄し、後は皇帝を失って再び群雄割拠に戻ったエチオピアが残された。一先ず、エチオピア帝位はゴンダールの行政長官ギヨルギス2世がザグウェ朝の末裔を称して継承を宣言したが、その権威はゴンダール周辺にしか及ばず、明らかに実力を欠いていた。この状況をエチオピア制覇の好機ととらえたのは、エチオピア北部最大勢力となったアルラの属する「ティグレのカッサ」と、テオドロス2世の人質から解放されて地元に帰り故郷のショア州を掌握したメネリク2世の2勢力だった。両者はアムハラ人最大の都市ゴンダールの覇権と、それにより獲得できる諸王の王の地位を争い、いち早くギヨルギス2世を打ち負かしてこれを制したのは地理的に有利なアルラたち「ティグレのカッサ」だった。
これによって皇帝に即位する正当性を得た「ティグレのカッサ」は皇帝即位を宣言し、以降はヨハンネス4世と名乗る。アルラはこのヨハンネス4世に特に信頼され、1871年にはついに主要な軍事指揮官に任じられ、同時にラス（公爵）・アルラとなる。だが、これはラス・アルラにとって、ヨハンネスの皇帝即位を未だ認めないショワのメネリク、エチオピア領への野心を見せるエジプト、マフディー教徒が勢力を広げるスーダン国境、ソマリア方面からオモロ地方に植民地を広げ、エリトリアをも狙うイタリア、内政干渉を続けるイギリスとフランスといった勢力との対決の陣頭に立つ責任を負う地位であった。

## 軍司令官時代

### 対エジプト

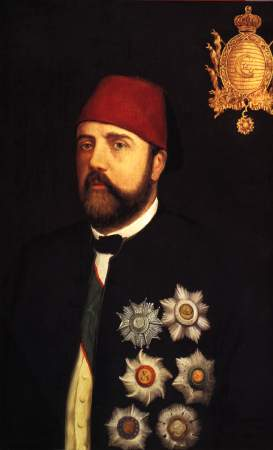
イスマーイール・パシャ(エジプト総督)

ヨハンネス4世の支配に対抗するショワのメネリクが頼ったのはエジプトだった。この働きかけにエチオピアの諸侯の一人ウォルデ・ミカエル・ソロムンも同調し、エチオピアは内通者とエジプト軍の双方を迎え打つ必要が生まれた。この状況をほぼ一任されたのがラス・アルラであり、期待に応えて1875年にグンデトでエジプト軍を撃破し、翌1876年にはグラでエジプト軍を排除した。一方国内ではヨハンネス4世はメネリク2世の地盤であるショワ州で内乱を起こさせ、1878年に圧力を加えて屈服させる形で和平を結ぶ。これによりメネリク2世の影響力はエチオピア南部に限定され、南北に分割統治者することについて合意が成立する。このため内通者ウォルデ・ミカエル・ソロムンは孤立し、ラス・アルラの攻勢によって1879年に降伏した。

### エリトリア戦争
1883年、イタリアがエリトリアの植民地化を宣言する。エリトリアはエチオピアと北に国境を接する隣国であり、ラス・アルラの属するティグレはエチオピア北端にあるため至近の距離にある地域であった。この時期、イタリアはアフリカの角と呼ばれるソマリア南部をすでに保護領としており、エチオピアはイタリアの植民地に北と東から侵食される形となっていた。またイタリアは依然としてエチオピア第二位の地位にあるメネリク2世に接近し、エチオピアへの介入を本格化させていく。メネリク2世も軍隊の近代化の必要性からイタリアと独自に通商条約を結んだ。これにより植民地化の好機と見たイタリアは1885年、エリトリアのマッサワを占領し、ヨハンネス4世の領土へも軍隊を向けてエチオピア領のサハティを占拠する。そのためヨハンネスはイタリアとの対決を決意し、ラス・アルラに軍事と外交の全権を預けて対イタリアの責任者に任命した。アルラはその権限において20,000の軍を編成する。しかしこの当時、イタリアと積極的な通商を行って新型ライフルを揃えたショワのメネリクとは対照的に、エチオピア軍の装備は旧式ライフルがほとんどであった。だがイタリアの期待したメネリク2世も本心では植民地化を拒絶しており、その期待をよそに中立を守り続ける。また、メネリク2世は離縁した妻に代わってラス・アルラの妹タイトゥを後妻に迎え、ヨハンネスとの緊張緩和に努めた。メネリクの妻となったタイトゥはアルラに似て気丈な女性で、直情的な夫を度々諌めて両勢力の融和を取り持った。

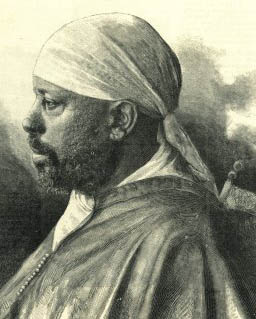
メネリク2世
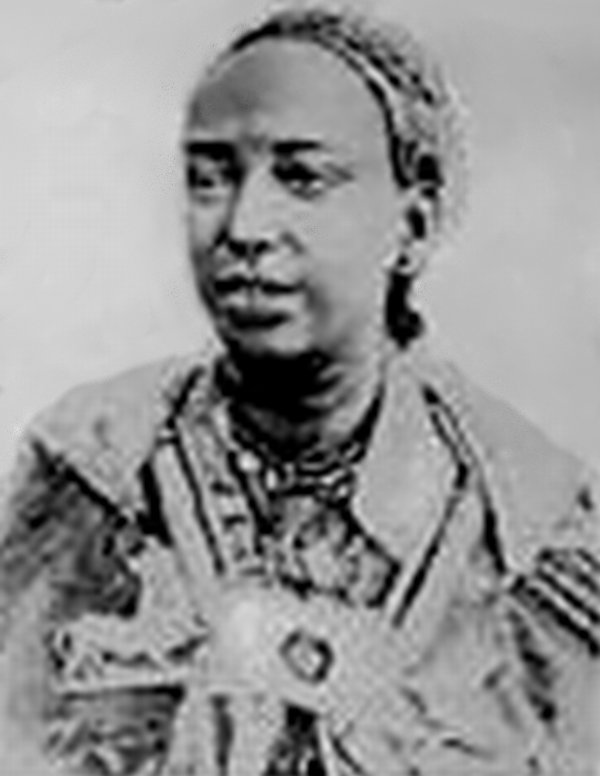
タイトゥ

国内の安定を受け、20,000の軍を編成したアルラだったが、イタリアに占拠されたサハティにすぐには向かわなかった。サハティはすでにイタリア軍が機関銃陣地を築き上げており、その攻略の困難さを把握していた。そのため軍を動かしたのは1887年に入ってからであり、半分の10,000をサハティへの押さえで残しつつ、残りの10,000の進路をサハティではなくイタリア軍の補給拠点があるマッサワ方面に向けた。しかしこのエチオピア軍の動きに、サハティのイタリア守備隊は20,000の軍に攻められると思い込み、マッサワに向けて援軍の要請を行っていた。マッサワのイタリア軍はその要請に応え、540名と機関銃二丁からなるクリストフォリス隊を応援に向かわせる。クリストフォリス隊はゆるやかな速度で前進し、マッサワからサハティまでの中間点となるドガリに到着した。しかし、運悪く北進を続けるアルラの知るところとなり、これを逃す理由はアルラにはなかった。夜のうちに10,000の兵士によって完全な包囲網が敷かれ、朝焼けの中でクリストフォリス隊は壊滅した。540人中450人が戦死し、83人が負傷したことで事実上部隊は消滅する。しかしこのドガリの戦いを、イタリアは「残忍で卑劣な蛮族のだまし討ち」とし、ドガリの虐殺としてエチオピア軍とアルラを非難した。イタリアはこれにより自らの侵攻を蛮族を文明化する手段として正当性し、同時に国内のナショナリズムの高揚を促して志願兵を増加させた。
このドガリの戦い以降、イタリア軍とラス・アルラの戦闘は停滞状態に陥る。ヨハンネスは次々と兵を編成するものの旧式以前の装備すら調達できず、小規模な衝突ではイタリア軍に度々敗れた。アルラの指揮でも戦略目標であるエリトリアの奪回はほぼ不可能であり、さらにエリトリアは元々オスマン・トルコに支配されてきたエチオピアと関係の薄い土地で、民衆によるエチオピア復帰のための扇動も望めなかった。一方イタリア軍も支配領域を広げるには兵力が欠乏し、補給線を脅かすアルラの動きでサハティに閉じ込められていた。やがてこの戦いはイタリアのエリトリア支配という現状を追認するウッチャリ条約を結び停戦するまで睨みあいに終始した。

### マフディー教徒の侵入

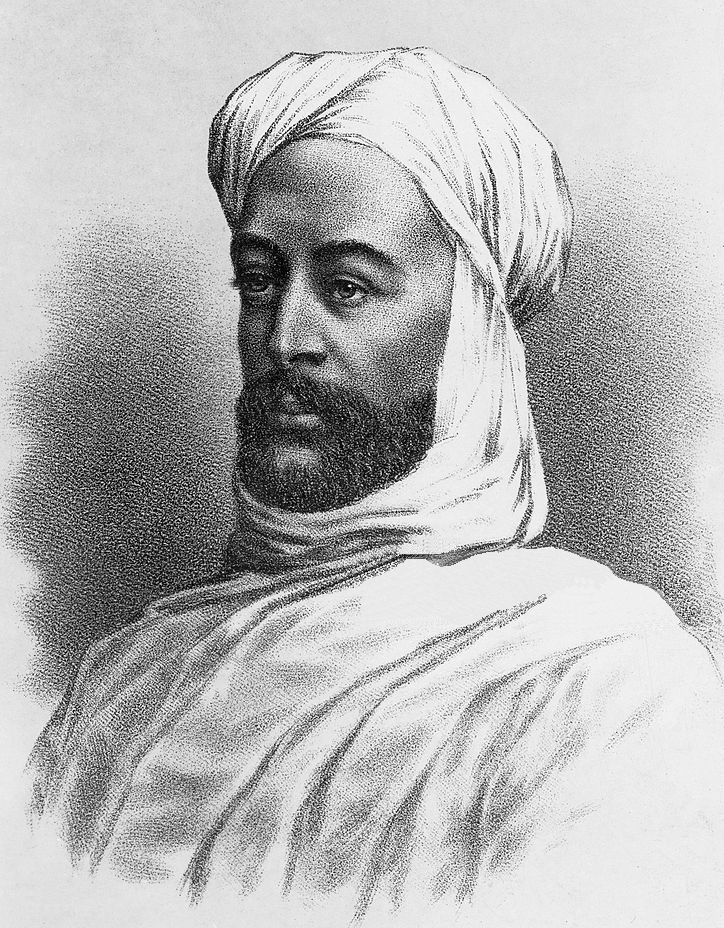
マフディー(救世主)ムハンマド・アフマド

1889年、マフディー教徒ら60,000の軍勢が聖戦を発動し、スーダン国境からエチオピア領に侵入を開始した(マフディー戦争)。エチオピアはエチオピア正教を国教とするキリスト教国家だが、国民の30%はイスラム教徒であり、彼らは様々な権利を制限されていた。この対応を誤れば、イスラム教徒(スンニ派)が多い遊牧民オロモ人と結びつく危険性があった。そのため皇帝ヨハンネスは自ら軍を率いることを決め、ラス・アルラを補佐役としてマフディー教徒の拠点を攻略していった。その攻撃は順調に進行し、次々とマフディー教徒はスーダンに追いやられていったとされている。しかし同年、ヨハンネスは戦死する。戦闘中に心臓上部を撃ち抜かれたのが、その死因だった。

## マンガッシャの後見者

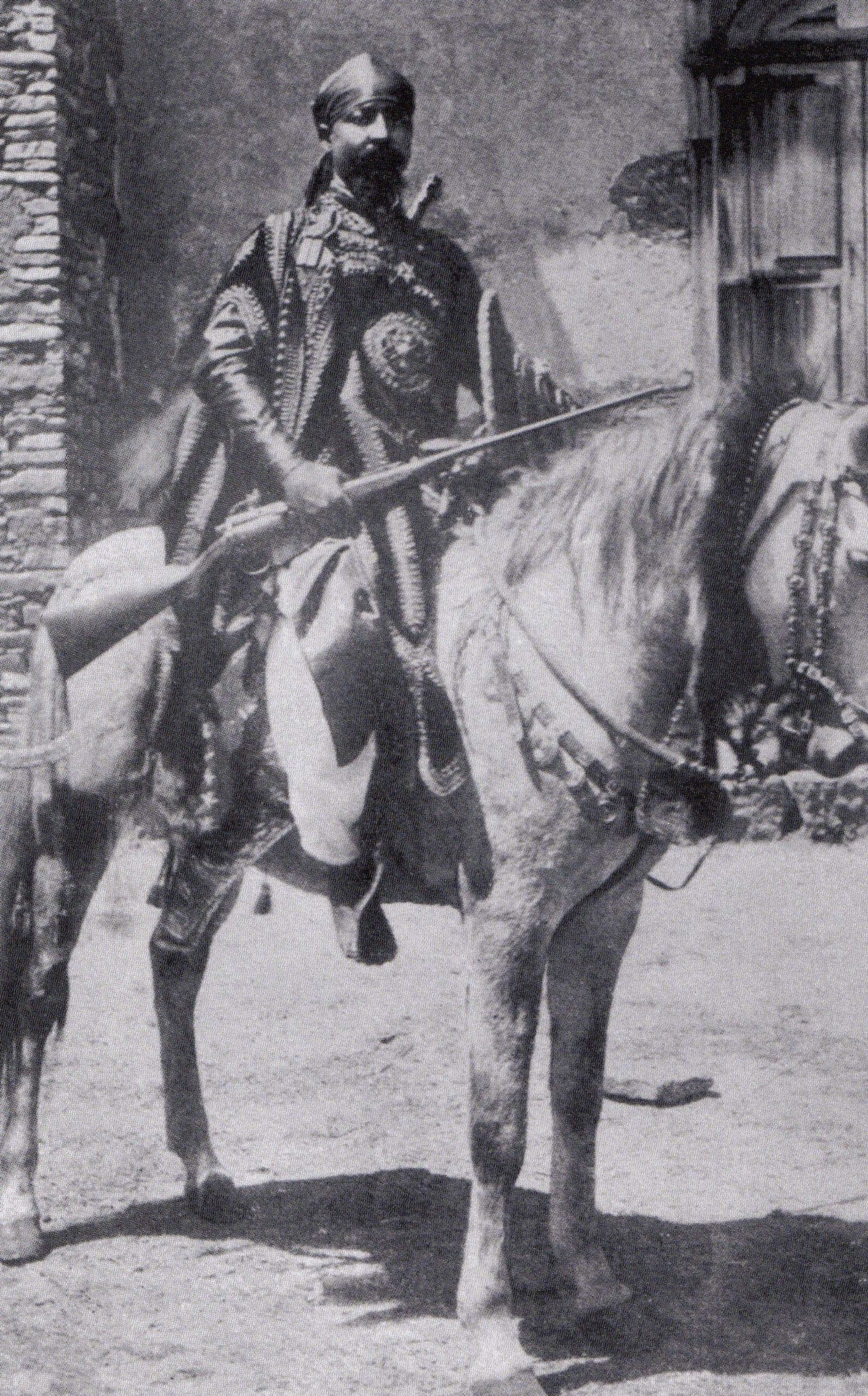
マンガッシャ(1868-1906)

ヨハンネスには実子がいなかったが、かつての内乱期には皇帝の戦死が度々あったため、戦争の前にヨハンネスは後継者をすでに定めていた。後継者は義理の妹の息子マンガッシャであり、当時は25歳だったがすでに戦いを指揮するデジャスマッチ（ラスの一段下の太守、伯爵に相当）についていた。ヨハンネスの側近への遺言は「マンガッシャを頼む」であり、ラス・アルラもヨハンネスに向けた忠誠を同様にマンガッシャにも捧げた。だが若年のマンガッシャでは、ショワのみならず妻のタイトゥを通じてティグレにも影響力を持ち始めたメネリクに政略でも軍事でも対抗できなかった。それどころか近代兵器で武装したメネリクの軍への対抗から、かつてメネリクがしたようにマンガッシャはイタリアに接近しようとする。その外交を受け持ったのはラス・アルラであり、ドガリの経緯からイタリアを心底嫌い抜いていたにもかかわらず、友好関係の樹立に邁進した。しかしこれは却って諸侯の支持を失わせただけに終わり、マンガッシャは孤立する。対立が始まって数年のうちに、メネリクの切り崩しによってマンガッシャを支持する大物は、ティグレでさえラス・アルラただ一人になっていた。
1894年、ついにラス・アルラはメネリクに対して敗北を受け入れる。アルラはマンガッシャとともにメネリクの元に跪き、首に石の重りを吊すことで服従の姿勢を示した。メネリクはかつてヨハンネスとの勢力争いに破れ、同様に上半身裸にさせられた上で罪人の首枷をつけ跪かされた経緯があったが二人を許した。マンガッシャはティグレの有力者として据え置かれ、ラス・アルラに対しては激烈に歓迎して自軍に迎えた。これはイタリアとの再度の対決が確実になった状況を踏まえてのもので、特にドガリの戦歴を持つラス・アルラは、軍事的にも政治的にも重要な存在だった。
1896年3月1日、エチオピア軍は侵入する20,000人を超えるイタリア軍と、ティグレ州のアドワで激突する。このアドワの戦いに対し、皇帝となったメネリク2世、その妻タイトゥが軍を率いて出撃し、マンガッシャらラス(諸侯)も結束して対イタリア戦に参加した。69歳になっていたラス・アルラもアドワに参戦している。エチオピア軍は陸軍大臣ムルゲタの指揮を受け、多大な犠牲を払いながらも攻勢を続けてイタリア軍を敗走させた。イタリア軍は3つの旅団のうち2つが戦闘不能となる大敗を喫し、現状維持での講和を結ぶしかなかった。
アドワの戦いの一年後の1897年、ラス・アルラは70歳で没した。マンガッシャを後継者とするヨハンネスの遺言を守ることはできなかったが、諸外国からエチオピア帝国を守る先帝の意思は、その長年の敵対者とともに果たした上での死だった。

## その他
ティグレ州州都メケレには彼の名にちなみ「アルラ・アバ・ネガ空港」が存在する。